# Операција Мали Сатурн
Операција Мали Сатурн је била офанзива Црвене армије на Источном фронту Другог светског рата која је довела до битака у региону река Дон и Чир на територији Совјетског Савеза коју су окупирали Немци 16-30. децембра 1942.
Успех операције Уран, покренуте 19. новембра 1942, заробио је 250.000 војника немачке 6. армије генерала Фридриха Паулуса и делове 4. тенковске армије генерала Хота у Стаљинграду. Да би искористио ову победу, совјетски генералштаб је планирао амбициозну офанзиву са Ростовом на Дону као крајњим циљем, кодног назива „Сатурн“. Касније је Јосиф Стаљин свео своје амбициозне планове на релативно мању операцију кодног назива „Мали Сатурн“. Офанзива је успела да разбије трупе Осовине и изврши притисак на пренапрегнуте немачке снаге у источној Украјини. Још једна контраофанзива јужно од Дона спречила је даље немачко напредовање ка помоћи заробљеним снагама код Стаљинграда.
Уз накнадне операције, у јануару и фебруару 1943. године, совјетске армије су на крају стигле и заузеле Ростов како је првобитно планирано у „Сатурну“. Упркос овим победама, сами Совјети су постали преоптерећени, постављајући позорнице за немачку офанзиву Треће битке за Харков и битке код Курска.

## Позадина
Дана 17. маја 1942, немачке армијске групе А и Б покренуле су контраофанзиву против напредујућих совјетских армија око града Харкова, што је резултирало Другом битком за Харков; ово би на крају било проширено 28. јуна у Цасе Блуе, који је имао за циљ заузимање кавкаских нафтних поља. До 6. јула, Четврта тенковска армија генерала Хермана Хота заузела је град Вороњеж, претећи да ће сломити отпор Црвене армије. Почетком августа, Прва тенковска армија генерала Пола Лудвига Евалда фон Клајста стигла је до нафтног центра Мајкоп, 500 km (310 mi) јужно од града Ростова, који је 23. јула заузела Четврта тенковска армија. Брзо немачко напредовање претило је да одсече Совјетски Савез од његових јужних територија, док је такође претило да прекине снабдевање Ленд-Леасе-ом кроз Персијски коридор. Међутим, офанзива је почела да јењава, пошто се воз за снабдевање офанзиве борио да одржи корак са напредовањем, а јединицама на челу почеле су да понестају гориво и људство; на пример, неке тенковске дивизије су имале 54 тенка. На крају, немачки фокус се померио ка Стаљинграду у покушају да прекине снабдевање реком Волгом. Пад Стаљиновог истоименог града би такође значио психолошки подстицај за Немце и, обрнуто, ударац за Совјете. Међутим, после месеци бруталних борби у којима су Немци освојили више од 90% града, град би на крају исцрпио немачке снаге (6. армију и јединице 4. панцер армије) у њиховом неуспешном и исцрпљујућем покушају протеривања остатак совјетске одбране. Обе стране су претрпеле огромне губитке током ове битке, али, што је најважније за исход, Немци су озбиљно исцрпили своје снаге, натерали их да све више губе своје бокове, остављајући их у рукама преоптерећених и лоше опремљених италијанских и румунских савезника. Опасна ситуација која је еволуирала, иако су јој се неколико пута обраћали забринути немачки генерали, игнорисана је и тиме је створила околности за крајњу катастрофу за Немце и њихове савезнике.

### Операција Уран
Операција Уран је била шифра совјетске стратешке операције у Другом светском рату која је довела до опкољавања немачке Шесте армије, Треће и Четврте румунске армије и делова немачке 4. Панцер армије. Операција је била део текуће битке за Стаљинград, а имала је за циљ уништење немачких снага уи око Стаљинграда. Планирање операције Уран започето је још у септембру 1942. и развијано је истовремено са плановима да се обухвати и уништи немачка група армија Центар и немачке снаге на Кавказу. Црвена армија је искористила чињеницу да су немачке снаге на југу Совјетског Савеза биле преоптерећене око Стаљинграда, користећи слабије румунске армије да чувају своје бокове; почетне тачке офанзиве успостављене су на одсеку фронта директно наспрам румунских снага. Ове армије Осовине биле су распоређене на отвореним позицијама у степи и нису им недостајале тешке опреме за борбу са совјетским оклопом.

### Немачки покушај да растерети Стаљинград
Операција Зимска олуја ( Унтернехмен Винтергевиттер ), предузета између 12. и 23. децембра 1942. године, била је покушај немачке 4. тенковске армије да ослободи опкољене снаге Осовине током битке за Стаљинград. Крајем новембра, Црвена армија је завршила операцију Уран, која је резултирала опкољавањем особља Осовине у и око града Стаљинграда. Немачке снаге унутар Стаљинградског џепа и директно изван њега реорганизоване су под Групу армија Дон, под командом фелдмаршала Ериха фон Манштајна. Како је Црвена армија наставила да гради снагу, у настојању да издвоји што више ресурса за коначно покретање планиране операције Сатурн, која је имала за циљ да изолује групу армија А од остатка немачке армије, Луфтвафе је започео покушај за снабдевање немачких снага у Стаљинграду преко ваздушног моста. Међутим, пошто се Луфтвафе показао неспособним да изврши своју мисију и постало је очигледније да до успешног пробоја може доћи само ако се покрене што је пре могуће, Манштајн је одлучио да испланира и покрене посвећени напор.

## Операција Мали Сатурн

### Оригинални план: Сатурн
Након пораза румунске армије око Стаљинграда и успешног опкољавања немачке Шесте армије, Стаљин је почео да планира контраофанзивну операцију под надимком „Сатурн“ како би увећао подручје под контролом Совјетске армије, са Ростовом на Дону као крајњи циљ. Трупе Осовине опкољене у Стаљинградском џепу требало је да буду потпуно уништене за неколико дана, међутим план, заснован на погрешном прорачуну совјетске обавештајне службе о броју стварно опкољених непријатељских трупа (процењује се на само 80.000 људи уместо стварног број од преко 250.000), показао се неизводљивим и нереалним, због недостатка логистике и возила Црвене армије.

### Мали Сатурн
У новој смањеној верзији операције, кодног назива „Мали Сатурн“, совјетска офанзива је још увек морала да нападне трупе Осовине на рекама Дон и Чир; након уништења непријатељских снага, механизоване снаге би морале брзо да напредују у два правца: на запад, ка центру везе Милерово и на југ, да нападну аеродром Тацинскаја, са којег су авиони Луфтвафеа кренули да снабдевају Стаљинградски џеп. Такође, Југозападном фронту је додељена мисија у којој су 1. и 3. гардијска армија и 5. тенковска армија требале да ударе на општем правцу Морозовск, код Тацинске, и униште непријатељску групацију на том сектору. Њих би подржавала 6. армија Вороњешког фронта. Сваки даљи офанзивни план усмерен ка Ростову је стога напуштен.
Операција Мали Сатурн покренута је 16. децембра. 1. гардијска армија генерала Фјодора Исидоровича Кузњецова и 3. гардијска армија генерала Дмитрија Даниловича Лељушенка напали су са севера, опколивши 130.000 војника италијанске 8. армије на Дону и напредујући до Милерова. Италијани су се одупрли совјетском нападу, иако су у неким секторима имали 9 према 1, али уз огромне губитке. Манштајн је послао 6. тенковску дивизију Италијанима у помоћ: од 130.000 опкољених војника, само 45.000 преживело је након крвавих борби да се придружи Панцерима код Черткова.
На југу напредовање 28. армије генерала Герасименка претило је да опколи 1. тенковску армију, а 51. армија генерала Труфанова је директно напала колону за помоћ. Тенкови 24. тенковског корпуса су 24. децембра стигли и извршили напад на аеродром Тацинскаја, уништавајући немачке транспортне авионе и завршавајући напад за неколико дана.
Операцију Мали Сатурн пратила је још једна контраофанзива јужно од Дона која је спречила даље немачко напредовање ка помоћи заробљеним снагама код Стаљинграда. Пошто је колона за помоћ била под претњом опкољавања, Манштајн није имао избора него да се 29. децембра повуче назад у Котелниково, остављајући опкољене Немце код Стаљинграда њиховој судбини. Од 250.000 опкољених војника, 90.000 је преживело да буду заробљени. Само 5.000 је преживело да се врати у Немачку. Ограничени обим совјетске офанзиве је такође дао Клајсту времена да повуче своју групу армија А у правцу Кубана, са изузетком 1. тенковске армије, која се придружила групи армија Дон преко Ростова на Дону.

## Наредне операције
У јануару 1943. совјетске армије су започеле офанзиву Вороњеж-Харков, која је резултирала напредовањем совјетских трупа између 360 и 520. km, срушивши се на трупе Осовине. 8. италијанска армија и 2. мађарска армија су скоро потпуно уништене. Група армија Б претрпела је пораз од Совјета који су сада продрли у источну Украјину.
У фебруару, совјетске армије су на крају стигле и заузеле Ростов, постигавши циљеве како је првобитно планирано у "Операцији Сатурн".